# 蕭寶攸
蕭寶攸（5世纪—502年4月5日），字智宣，齊明帝蕭鸞第九子，母为管淑妃。

## 母
- 管淑妃：蕭鸞的妾室，封为淑妃。

## 生平
建武元年十一月庚辰（494年12月22日），封南平王。建武二年九月己丑（495年10月27日），改封邵陵王。建武三年（496年），出任北中郎将，镇琅邪城。
永元元年二月癸丑（499年3月4日），出任持节、都督南徐、北徐、南兖、青、冀五州军事、南兖州刺史，北中郎将如故。未就任，即改任征虏将军，领石头戍事。后改任丹阳尹，石头戍事如故。永元元年十二月丁亥（500年2月1日），改任持节、督江州军事、左将军、江州刺史。永元三年二月乙丑（501年3月5日），改任荆州刺史。
中兴二年三月辛丑（502年4月5日），梁王萧衍诛蕭寶攸。

## 延伸阅读
[在维基数据编辑]
 《南齊書·卷50》，出自萧子显《南齊書》